# Lötbodtjärnen
Lötbodtjärnen är en sjö i Bollnäs kommun i Hälsingland och ingår i Skärjåns huvudavrinningsområde. Sjön är 3,6 meter djup, har en yta på 0,0658 kvadratkilometer och befinner sig 158,3 meter över havet. Sjön avvattnas av vattendraget  Tönsån (Skärjån).

## Delavrinningsområde
Lötbodtjärnen ingår i det delavrinningsområde (678248-153809) som SMHI kallas för inloppet i Långsjön. Medelhöjden är 241 meter över havet och ytan är 12,62 kvadratkilometer. Det finns inga avrinningsområden uppströms utan avrinningsområdet är högsta punkten. Avrinningsområdets utflöde Skärjån (Tönsån) mynnar i havet. Avrinningsområdet består mestadels av skog (91 procent). Avrinningsområdet har 0,16 kvadratkilometer vattenytor vilket ger det en sjöprocent på 1,3 procent.